# Ocha
Ocha (anche traslitterata come Oha o Okha) è una cittadina dell'estremo oriente russo, situata all'estremità settentrionale dell'isola di Sachalin, 850 km a nord del capoluogo Južno-Sachalinsk; è capoluogo del distretto omonimo.

## Storia
Ocha venne fondata nel 1880, e divenne città nel 1938; al giorno d'oggi, è un piccolo centro industriale (industria petrolifera) e terminale dell'oleodotto da Komsomol'sk-na-Amure.

## Società

### Evoluzione demografica
Fonte: mojgorod.ru
- 1959: 27.600
- 1989: 36.100
- 2002: 27.963
- 2006: 26.900
- 2010: 23.008
- 2014: 21.495
- 2023: 19.888

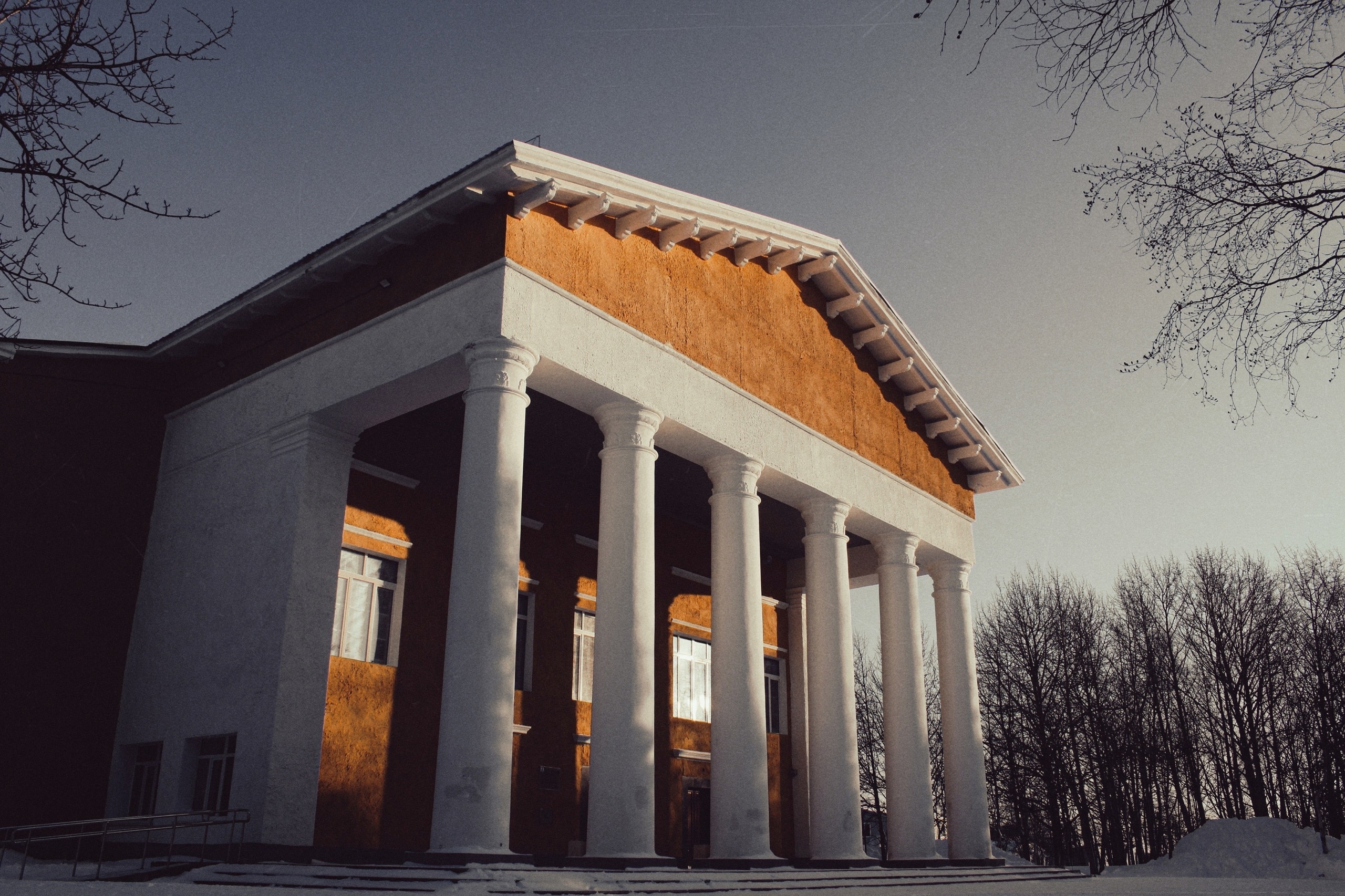
La Casa della Cultura
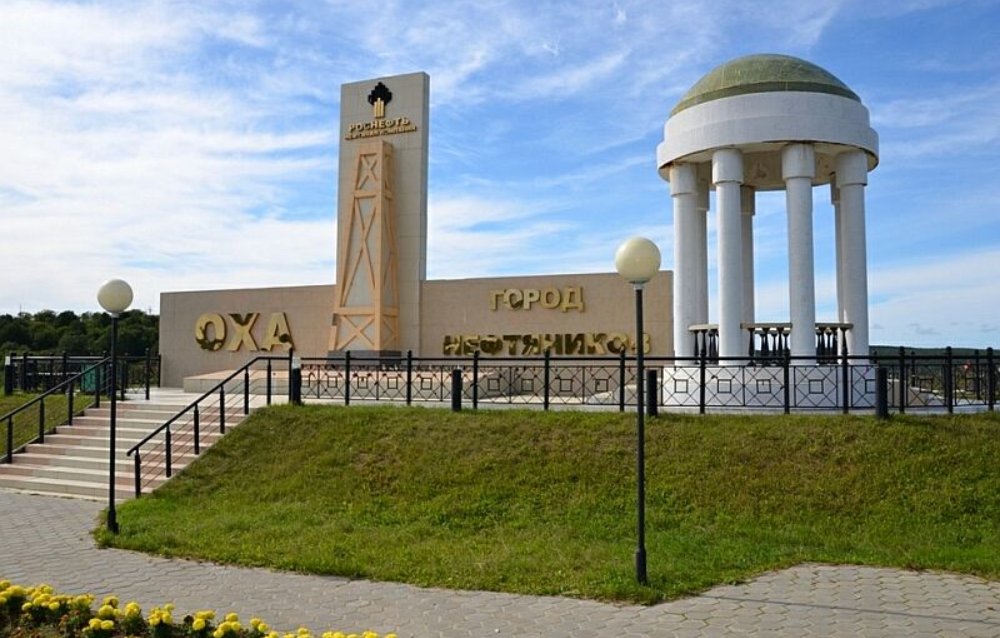
Monumento alla città